# Charles Langbridge Morgan
Charles Langbridge Morgan (ur. 22 stycznia 1894 w Bromley w hrabstwie Kent, zm. 6 lutego 1958 w Londynie) – angielski pisarz i krytyk.

## Życiorys
Urodził się w rodzinie inżyniera. W 1907 wstąpił do Royal Navy, w 1919 opublikował pierwszą powieść, The Gunroom, dotyczącą maltretowania midszypmenów. W powieści My Name Is Legion z 1925 wyjawia troskę o konflikt między duchem a ciałem i upodobanie do formy świeckiego mistycyzmu. Jego kolejne powieści to Portrait in a Mirror (1929), The Fountain (1932), Sparkenbrooke (1936), The Voyage (1940), The Empty Room (1941) i The Judge’s Story (1947). W latach 1926–1939 pracował jako krytyk teatralny w Timesie. W swojej twórczości podejmował problemy filozoficzne, psychologiczne, moralne, wiążące się zwłaszcza z sytuacją intelektualisty we współczesnym świecie. Tworzył także sztuki teatralne - The Flashing Stream (1938), The River Line (1949) i The Burning Glass (1953). Większą popularność uzyskał we Francji niż W. Brytanii.